# Governatorato di Susa
Il governatorato di Susa è uno dei 24 governatorati della Tunisia. Venne istituito nel 1956 e si trova nella parte nordorientale del paese; suo capoluogo è Susa.

## Centri abitati
Oltre al capoluogo Susa, tra i centri abitati si ricordano
- Akouda
- Enfida
- Kalâa Kebira
- M'saken